# Dhihthundi
Dhihthundi (auch: Delufuri) ist die südlichste Insel des Mulaku-Atolls im Inselstaat Malediven in der Lakkadivensee (Indischer Ozean). Sie hat eine Fläche von 10,5 ha und trägt das Kolhufushi Lighthouse.

## Geographie
Die Insel liegt an der Südspitze des Atolls zusammen mit Kolhufushi, Haafushi und Fenfuraaveli. Von Dhihthundi aus erstreckt sich der Riffsaum mit einem Inselstreifen nach Nordosten, an dem zahlreiche Riffinseln dicht aufgereiht sind bis Kekuraalhuveli.